# 卡頓希爾鎮區 (密蘇里州鄧克林縣)
卡頓希爾鎮區（英語：Cotton Hill Township）是位於美國密蘇里州鄧克林縣的一個行政鎮區。

## 地方資料
卡頓希爾鎮區的面積為92.22平方千米，當中陸地面積為92.16平方千米，而水域面積為0.06平方千米。根據2020年美國人口普查的數據，當地共有人口4978人，而人口密度為每平方千米53.98人。